# هيلين يندكفيست
هيلين يندكفيست هي مغنية ومغنية أوبرا سويدية، ولدت في 1968 في ستوكهولم في السويد.